# Michael Gough (doppiatore)
Michael Gough (San Jose, 3 dicembre 1956) è un doppiatore statunitense.

## Doppiaggio

### Animazione
- Le nuove avventure di Winnie the Pooh (32 episodi, 1988-1991)
- Ecco Pippo! (6 episodi, 1992-1993)
- Timon e Pumbaa (4 episodi, 1996-1999)
- Lilli e il vagabondo II - Il cucciolo ribelle (2001)
- House of Mouse - Il Topoclub (1 episodio, 2002)

### Videogiochi
- Spyro the Dragon (1998), voce di Gnasty Gnorc e altri personaggi
- Spyro: A Hero's Tail (2004), voce di Gnasty Gnorc/Gnorco Gnorante e del Professore
- Killer7 (2005), voce di Dan Smith
- Assassin's Creed II (2009), voce delle guardie fiorentine e altri personaggi
- Assassin's Creed: Brotherhood (2010), voci aggiuntive
- The Elder Scrolls V: Skyrim (2011), voce di Alvor, Balgruuf il Grande, Barknar, Beirand, Belrand e numerosi altri personaggi
- Assassin's Creed: Revelations (2011), voci aggiuntive
- The Last of Us (2013), voci aggiuntive
- Spyro Reignited Trilogy (2018), voce di Gnasty Gnorc
- Travis Strikes Again: No More Heroes (2019), voce di Electro Triple Star, Dan Smith e telegiornalista